# 雷蒙德·达特
雷蒙德·亚瑟·达特（英語：Raymond Arthur Dart，1893年2月4日—1988年11月22日）是一位澳大利亚解剖学家和人类学家，知名于1924年在南非西北省的塔翁发现了非洲南方古猿（学名：Australopithecus africanus，一个已绝灭的人族物种）的化石。